# Mimocoelosterna
Mimocoelosterna is een kevergeslacht uit de familie van de boktorren (Cerambycidae). De wetenschappelijke naam van het geslacht werd voor het eerst geldig gepubliceerd in 1940 door Breuning.

## Soorten
Mimocoelosterna omvat de volgende soorten:
- Mimocoelosterna flavescens Breuning, 1940
- Mimocoelosterna hainanensis Breuning, 1966